# ジョン・ミムズ
ジョン・F・ミムズ（John F. Mims, 1815年11月10日 - 1856年4月30日）は、アメリカ合衆国の実業家、政治家。第6代アトランタ市長およびジョージア鉄道銀行会社代理人を務めた。

## 生涯
ミムズは1840年代末に、実業家のリチャード・ピーターズ、ウィリアム・ピーターズ兄弟とともに製粉会社を立ち上げた。しかしながら実業家マーク・アンソニー・クーパーが北ジョージアで立ち上げた製粉会社と競合したため、経営は失敗した。それでもミムズとクーパーによる競争は、アトランタにおける企業の多様化に意義ある刺激を与えた。ミムズによる薪燃料の蒸気機関は、ジョージア州オーガスタの連合国火薬工場で採用された。
ミムズは1853年1月にアトランタ市長に就任した。ミムズは初代市庁舎を建設した。ミムズはまた、市内地図の作成を命令した。これはアトランタ市が作成した初めての地図であった。この地図はエドワード・A・ヴィンセントが描いたため、1853年の「ヴィンセント・マップ」と呼ばれた。
ミムズは病気を患ったため、1853年10月にアトランタ市長を辞任した。後任市長は、2週間後の特別選挙により選出された。ミムズは1856年に死去した。ミムズの遺体はアトランタ市内のオークランド墓地に埋葬された。